# Cabana de Bergantiños
Cabana de Bergantiños ist eine Gemeinde an der Costa da Morte im Norden Galiciens.

## Geografische Lage
Der Ort erstreckt sich in geschützter Lage vom Südostufer der tief eingeschnittenen Meeresbucht Riá de Corme y Laxe bis zum Ästuar des Río Anllóns. Die Gemeinde verteilt sich auf zahlreiche verstreute Dörfer und Weiler. Im flacheren Gelände nahe der Küste und dem Flussufer liegen landwirtschaftliche Flächen. Nach Süden hin bedecken Wälder das ansteigende Gelände. Nachbargemeinden sind Laxe im Westen und Ponteceso im Osten.

## Bevölkerungsentwicklung
Legende: Cabana___Cabana de Bergantiños

## Gemeindegliederung
Die Gemeinde Cabana de Bergantiños ist in zehn Parroquias gegliedert:
| Parroquias      | Patrozinium       | Einwohner 2024 | Fläche km² | Dichte Einw./km² | Höhe msnm | Ortskennzahl |
| --------------- | ----------------- | -------------- | ---------- | ---------------- | --------- | ------------ |
| Anós            | Santo Estevo      | 275            | 10,98      | 25               | 184       | 15014010000  |
| Borneiro        | San Xoán          | 307            | 12,51      | 25               | 218.21    | 15014020000  |
| Canduas         | San Martiño       | 907            | 9,85       | 92               | 57.93     | 15014030000  |
| Cesullas        | Santo Estevo      | 1.299          | 14,41      | 90               | 65.03     | 15014040000  |
| Corcoesto       | San Pedro         | 261            | 14,57      | 18               | 63        | 15014050000  |
| Cundíns         | San Paio          | 303            | 7,80       | 39               | 47.96     | 15014060000  |
| O Esto          | San Xoán Bautista | 193            | 3,62       | 53               | 53.24     | 15014070000  |
| Nantón          | San Pedro         | 273            | 9,87       | 28               | 217       | 15014080000  |
| Riobó           | San Martiño       | 227            | 10,49      | 22               | 230.57    | 15014090000  |
| A Silvarredonda | San Pedro         | 78             | 6,03       | 13               | 187.29    | 15014100000  |

Die Gemeinde hieß ursprünglich Cesullas, so wie die im oberen Gemeindeteil gelegene Parroquia. Später wurde die Gemeindeverwaltung nach A Carballa in die Nähe des Flussufers verlegt.

## Wirtschaft
| Ackerbau, Viehzucht und Fischerei                                                  | 0137  | 09,69  |
| Industrie                                                                          | 0240  | 016,97 |
| Bauwirtschaft                                                                      | 0269  | 019,02 |
| Dienstleistungsbetriebe                                                            | 0768  | 054,31 |
| Total                                                                              | 1.414 | 100,00 |
| * Daten aus dem Statistischen Amt für Wirtschaftliche Entwicklung in Galicien, IGE |       |        |

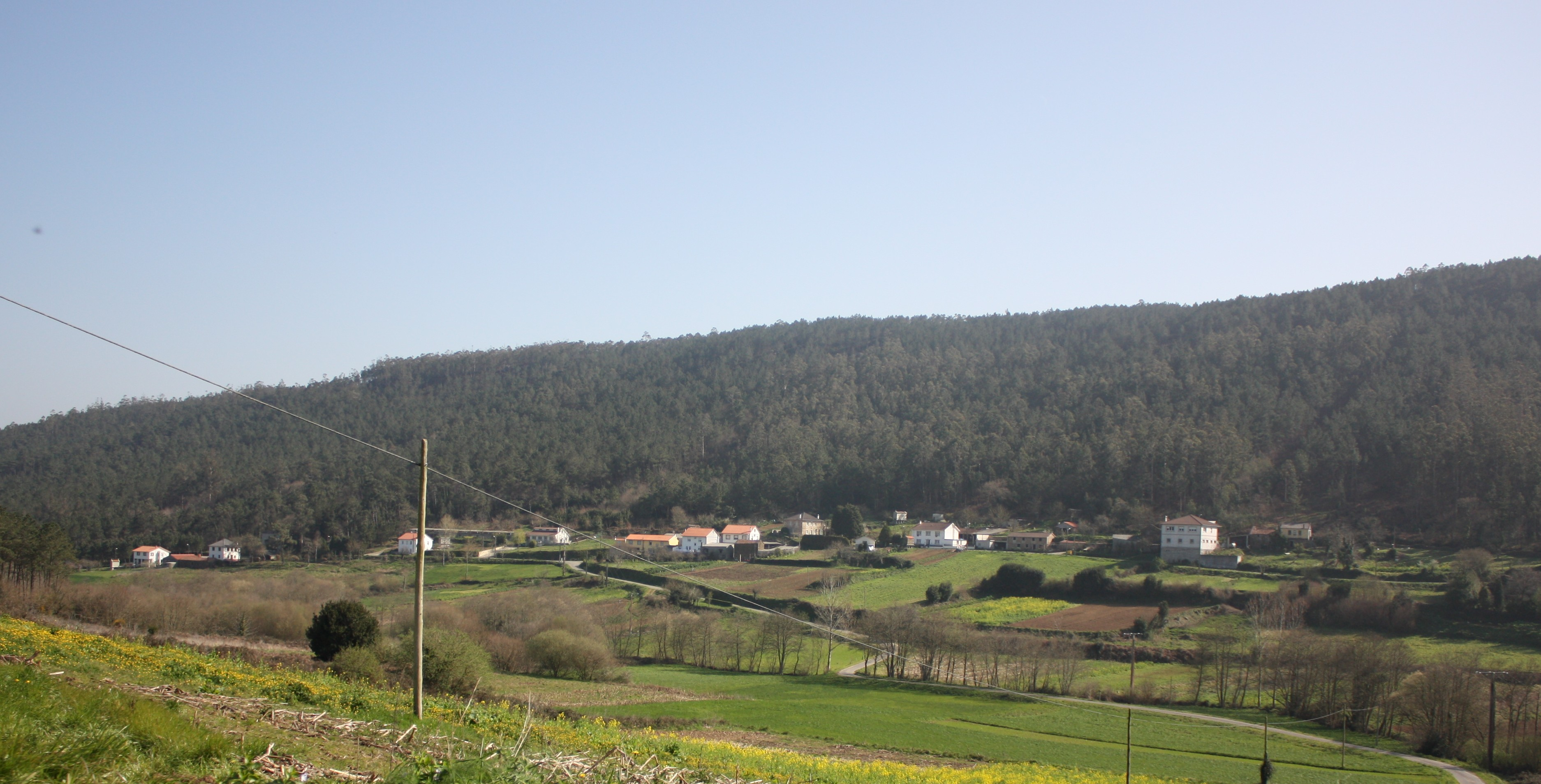
Landschaft bei Cesullas

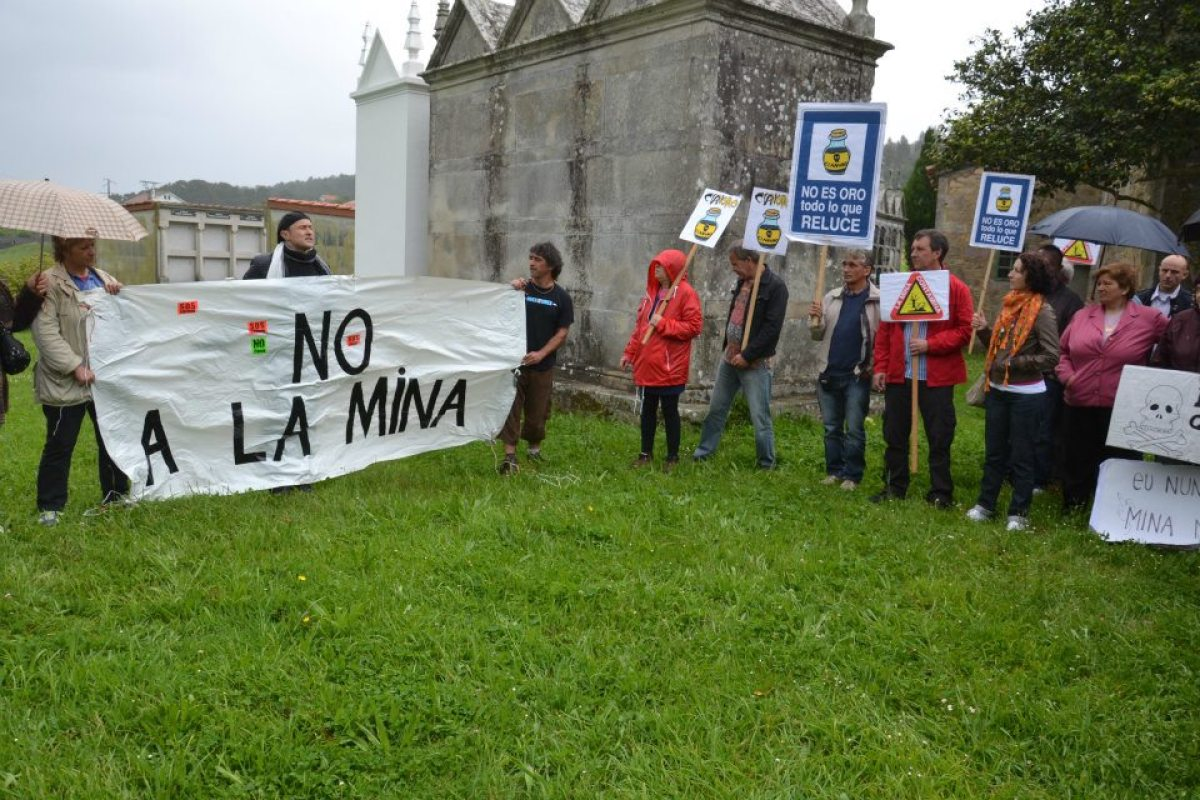
Demonstration gegen die geplanten Goldschürfungen

Die wichtigsten Erwerbsquellen sind Fischerei, Landwirtschaft und Viehzucht. Der Boden ist reich an Mineralien wie Wolfram und Rutil. Granit und Schiefer liegen massenweise zutage. In der Parroquia Corcoesto wurde früher Gold abgebaut.
Seit wenigen Jahren gibt es Bestrebungen der kanadischen Firma Edgewater, dort wieder Gold zu schürfen. Das Vorhaben ist wegen möglicher Auswirkungen auf die Umwelt umstritten.

## Sehenswürdigkeiten

### Frühgeschichtliche Bauwerke

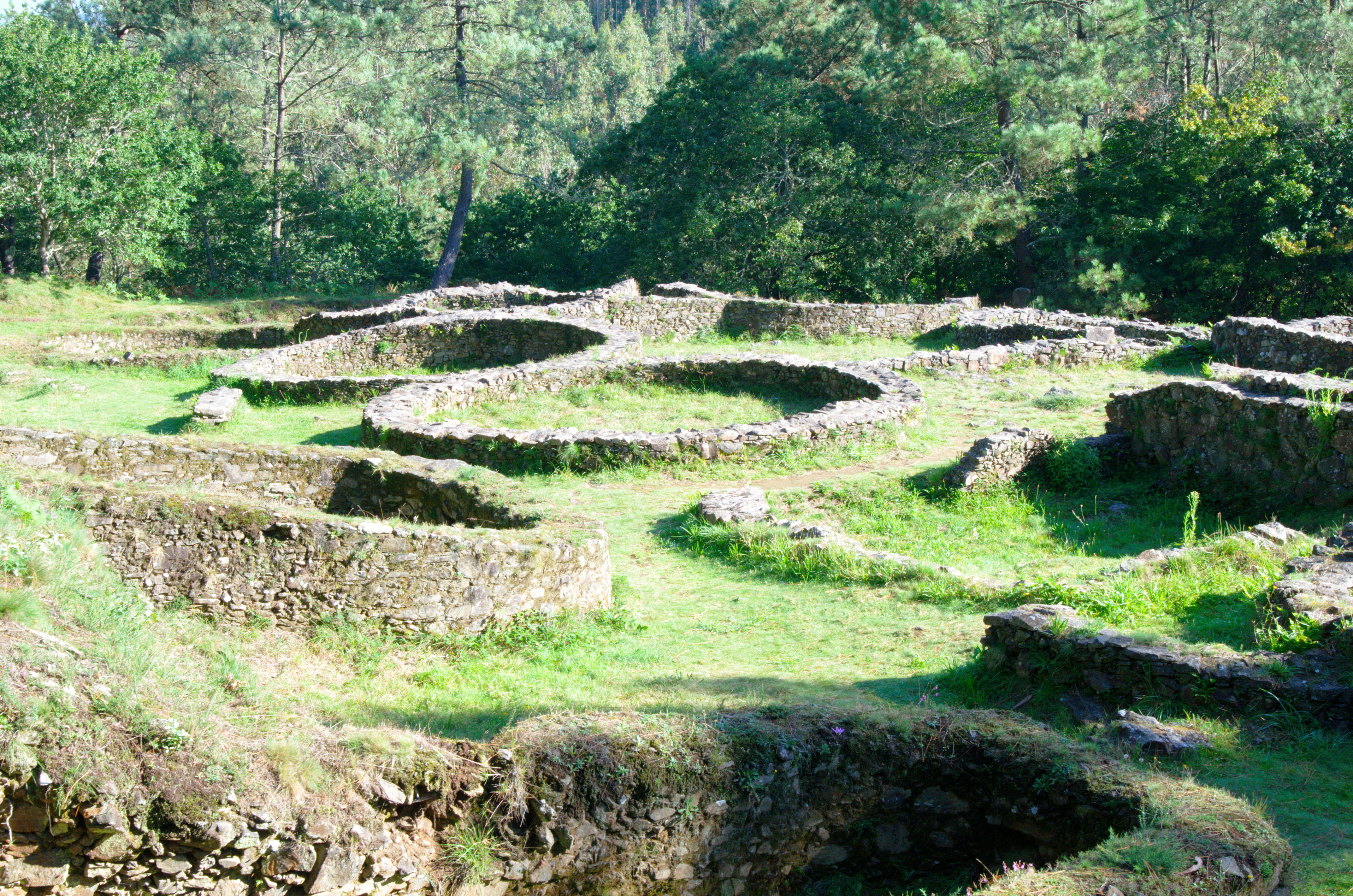
Castro de Borneiro, Innenbereich der Anlage

Auf dem Gebiet der Parroquia Borneiro liegen zwei herausragende Zeugnisse der Frühgeschichte:
- Der Dolmen von Dombate ist ein besonders gut erhaltenes, herausragendes Exemplar aus der großen Zahl galicischer Megalith-Anlagen.
- Das Castro de Borneiro ist eine befestigte Hügelsiedlung der bronzezeitlichen Castro-Kultur.

### Kirchen und Kapellen
Auf dem Gemeindegebiet liegen etliche alte Kirchenbauten:
- In der Parroquia Cesullas die Kirche San Esteban de Cesullas, erbaut im 17. und 18. Jahrhundert, sowie die Kapellen San Fins und Nosa Señora das Neves.
- In der Parroquia Anós die klassizistische Kirche San Esteban de Anós, 18. Jahrhundert, sowie die Kapellen San Roque de A Ermida und A Eirita, auch O Espiño genannt. Der Platz vor A Eirita bietet einen weiten Rundblick.
- In der Parroquia Borneiro die Kirche San Xoán aus dem 16. Jahrhundert und die Kapelle As Virtudes e O Carme aus dem 16. bis 18. Jahrhundert.
- In der Parroquia San Pedro die Kirche San Pedro aus dem 18. Jahrhundert.
- In der Parroquia Riobó die Kirche San Martiño mit einem wertvollen barocken Altarretabel und die Kapelle San Brais de Folgoso aus dem 18. Jahrhundert.
- In der Parroquia de Silvaredonda die Kirche San Pedro und die Kapelle Santa Margarida de Baneira.
- In der Parroquia Cánduas die halb verfallene Kapelle Fátima en Sinde, erbaut im Krieg.

### Historische Profanbauten

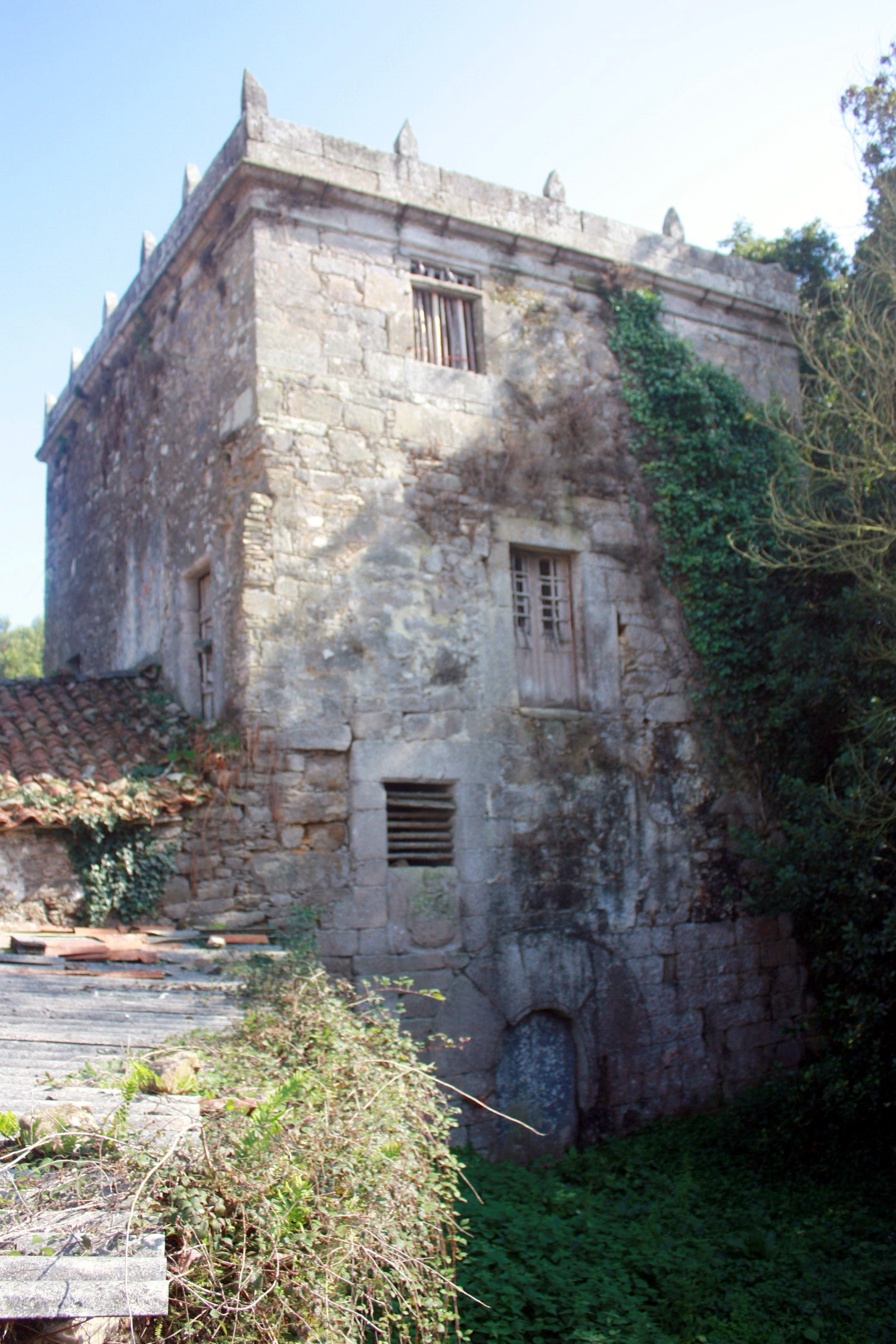
Torre da Penela

In der Parroquia Silvarredonda liegt der Torre da Penela, die Ruine eines Adelsschlosses aus dem 17. Jahrhundert.

### Strände
Cabana de Bergantiños hat Strände am Fluss und Strände an der Küstenbucht. Die Flussstrände sind künstlich durch Bagger hergestellt; sie sollen Besuchern Zugänge und Erholungsmöglichkeiten am Fluss bieten. Diese Strände heißen O Curro, A Urixeira, O Pendón und O Lodeiro. Die Strände an der Bucht heißen
As Maseiras, Area das Vacas, Rebordelo und San Pedro.